# Aillon-le-Vieux
Aillon-le-Vieux ist eine französische Gemeinde mit 218 Einwohnern (Stand 1. Januar 2022) im Département Savoie in der Region Auvergne-Rhône-Alpes. Sie gehört zum Arrondissement Chambéry und ist Mitglied im Gemeindeverband Communauté d’agglomération du Grand Chambéry. Die Bewohner werden Aillonnais und Aillonnaises genannt.

## Geographie
Aillon-le-Vieux liegt auf 920 m, etwa 16 Kilometer nordöstlich der Präfektur Chambéry und 28 Kilometer südlich der Stadt Annecy (Luftlinie). Das Bergdorf erstreckt sich im Nordwesten des Département Savoie, im Massiv der Bauges, am östlichen Talhang des Ruisseau d’Aillon, am Fuß des Grand Colombier. Es liegt innerhalb des Regionalen Naturparks Massif des Bauges (frz.: Parc naturel régional du Massif des Bauges).
Die Fläche des 21,63 km² großen Gemeindegebiets umfasst einen stark reliefierten Abschnitt des Massivs der Bauges. Der zentrale Teil wird von einer Talsenke eingenommen, die durch den Ruisseau d’Aillon nach Norden zum Chéran entwässert wird. In geologischer Hinsicht bildet das Tal von Aillon eine Synklinale. Im Westen wird das Tal vom dicht bewaldeten Hang des Mont Margériaz (bis 1845 m) flankiert. Die Grenze verläuft auf dem schmalen Berggrat, der vom Gipfel nach Nordosten ausläuft. Östlich des Tals erhebt sich der Grand Colombier, auf dem mit 2043 m der höchste Punkt von Aillon erreicht wird, mit seinen Seitenbergen Dent de Rossanaz (1891 m) und Rochers de la Bade (1843 m). Untergliedert wird der von Felsbändern durchzogene Berghang durch zwei Erosionsrinnen und die Mulde Combe du Cheval.
Zu Aillon-le-Vieux gehören neben dem eigentlichen Ortskern auch verschiedene Weilersiedlungen und Gehöfte, darunter:
- Le Cimeteret (760 m) westlich des Ruisseau d’Aillon
- Ballaz (780 m) westlich des Ruisseau d’Aillon
- La Bottière (920 m) östlich des Ruisseau d’Aillon am Fuß des Grand Colombier
- La Crochère (920 m) östlich des Ruisseau d’Aillon am Fuß des Grand Colombier
- La Combe (930 m) östlich des Ruisseau d’Aillon am Fuß des Grand Colombier

Nachbargemeinden von Aillon-le-Vieux sind Lescheraines und Le Châtelard im Norden, La Compôte und École im Osten, Aillon-le-Jeune im Süden, Les Déserts im Südwesten sowie Le Noyer im Westen.

## Geschichte
Erstmals urkundlich erwähnt wird Aillon im Jahr 1158 unter der Bezeichnung de Allione. Später erschienen die Schreibweisen Domus de Allionis (1178), Allonis (1223) und Prioratus de Ayllone (im 14. Jahrhundert). Der Ortsname geht auf den Personennamen Allio, Allion  oder Allionis zurück. In der abgelegenen Talsenke östlich von Aillon-le-Jeune wurde 1184 auf Veranlassung von Humbert III. von Savoyen das Kartäuserkloster Aillon gegründet. Die Mönche machten die Talschaft urbar, worauf sich hier Siedler aus den umliegenden Gebieten niederließen. Erst 1803 wurde die Talschaft in zwei Pfarreien aufgeteilt. Daraus resultierte schließlich auch im Jahr 1863 die Aufspaltung der Gemeinde Aillon in die selbständigen Gemeinden Aillon-le-Vieux und Aillon-le-Jeune.

## Sehenswürdigkeiten
Die Pfarrkirche Saint-Donat wurde im 19. Jahrhundert im Stil der Neugotik an der Stelle eines Vorgängerbaus errichtet. Einzig der Turm von der alten Kirche ist erhalten geblieben. Eine Kapelle befindet sich im Weiler Le Cimeteret.

## Bevölkerung
| Jahr                       | 1962 | 1968 | 1975 | 1982 | 1990 | 1999 | 2006 | 2016 |
| Einwohner                  | 207  | 169  | 169  | 155  | 156  | 169  | 173  | 178  |
| Quellen: Cassini und INSEE |      |      |      |      |      |      |      |      |

Mit 218 Einwohnern (Stand 1. Januar 2022) gehört Aillon-le-Vieux zu den kleinsten Gemeinden des Département Savoie. Nachdem die Einwohnerzahl in der ersten Hälfte des 20. Jahrhunderts stark rückläufig war, blieb sie in den letzten Jahrzehnten ziemlich konstant.

## Wirtschaft und Infrastruktur
Aillon-le-Vieux war bis weit ins 20. Jahrhundert hinein ein vorwiegend durch die Landwirtschaft, insbesondere Milchwirtschaft und Viehzucht, geprägtes Dorf. Daneben gibt es heute einige Betriebe des lokalen Kleingewerbes. Einige Erwerbstätige sind Wegpendler, die in den größeren Ortschaften der Umgebung ihrer Arbeit nachgehen. Das Dorf profitiert heute auch vom Sommer- und Wintertourismus. Ein Teil des Skigebietes von Margériaz mit mehreren Bergbahnen und Skiliften liegt auf dem Gemeindegebiet von Aillon-le-Vieux.
Die Ortschaft liegt abseits der größeren Durchgangsstraßen an einer Departementsstraße, die von Le Châtelard nach Aillon-le-Jeune führt. Der nächste Anschluss an die Autobahn A43 befindet sich in einer Entfernung von rund 27 Kilometern.